# 维尔霍·瓦乌赫科宁
维尔霍·瓦乌赫科宁（芬蘭語：Vilho Vauhkonen，1877年2月6日—1957年2月1日），芬兰男子射击运动员。他曾代表芬兰参加1912年和1920年夏季奥林匹克运动会射击比赛，共获得二枚铜牌。